# Sindromul Alezzandrini
Sindromul Alezzandrini este un sindrom foarte rar, caracterizat printr-o retinită degenerativă unilaterală, urmată, după câteva luni, de vitiligo ipsilateral pe față și polioză ipsilaterală.  :864 Surditatea poate fi prezentă.  :864 